# Dave Harold
David William „Dave“ Harold (* 9. Dezember 1966 in Stoke-on-Trent, England) ist ein ehemaliger englischer Snookerspieler.

## Karriere und Erfolge
Als Amateur spielte er unter seinem bürgerlichen Namen David Harold. Seine Profilaufbahn begann 1991, seitdem nennt er sich Dave Harold. Bereits zwei Jahre später konnte er seinen ersten und bisher einzigen Turniersieg auf der Snooker Main Tour verbuchen, als er die Asian Open 1993 im Finale gegen Darren Morgan mit 9:3 gewann. Zu diesem Zeitpunkt war er 93. der Weltrangliste und wurde damit zum bis heute in der Weltrangliste am niedrigsten platzierten Turniersieger. Sein Markenzeichen ist seine sehr ungewöhnliche Stoßweise, bei der er auf das sonst übliche Einschwingen verzichtet und ohne dieses sofort nach dem Anvisieren des Zielballes in den Stoß geht.
1996 erreichte Harold das Viertelfinale der Snookerweltmeisterschaft 1996. In den Folgejahren etablierte er sich in der Weltspitze, erreichte in der Saison 1996/1997 den 11. Platz der Weltrangliste.
Nach einer Armverletzung am Neujahrsabend 2003 fiel er bis auf den 60. Platz zurück, konnte sich jedoch in der Folgezeit stetig nach oben arbeiten und erreichte im Oktober 2006 im Provisional Ranking, der nach jedem Turnier errechneten vorläufigen Rangliste, wieder die Top 32 der Welt. Bei den Irish Masters 2005 musste er sich im Viertelfinale Robert Milkins mit 3:6 geschlagen geben.
2008 erreichte er das Finale der Northern Ireland Trophy, unterlag jedoch Ronnie O’Sullivan mit 3:9.
Harold lebt in Stoke-on-Trent in Staffordshire. Sein bisher höchstes Break spielte er mit 143 Punkten beim Grand Prix 2007.